# Stereobasisverbreiterung
Stereobasisverbreiterung ist eine Operation an einem Stereosignal, welche die Änderung der Stereobasis, also das Auseinanderschieben oder das Zusammenrücken der Stereo-Lautsprecher, elektrisch simulieren soll. 

## Theoretischer Hintergrund
Betrachtet man zu einem festen Zeitpunkt die Auslenkungen {\displaystyle u_{\mathrm {l} },u_{\mathrm {r} }} auf den beiden Stereokanälen so ergeben sich nach der Stereobasisverbreiterung mit dem Parameter {\displaystyle p} die neuen Signalwerte {\displaystyle y_{\mathrm {l} },y_{\mathrm {r} }}
{\displaystyle y_{\mathrm {l} }={\frac {1}{2}}\cdot ((1+p)\cdot u_{\mathrm {l} }+(1-p)\cdot u_{\mathrm {r} })}
{\displaystyle y_{\mathrm {r} }={\frac {1}{2}}\cdot ((1-p)\cdot u_{\mathrm {l} }+(1+p)\cdot u_{\mathrm {r} })}.
Dieses lässt sich als Matrizenmultiplikation
{\displaystyle {\begin{pmatrix}y_{\mathrm {l} }\\y_{\mathrm {r} }\end{pmatrix}}=S_{p}\cdot {\begin{pmatrix}u_{\mathrm {l} }\\u_{\mathrm {r} }\end{pmatrix}}}
mit {\displaystyle S_{p}={\frac {1}{2}}\cdot {\begin{pmatrix}1+p&1-p\\1-p&1+p\end{pmatrix}}} schreiben.
Die Hintereinanderausführung von zwei Stereobasisverbreiterungen lässt sich zu einer zusammenfassen, denn es gilt:
{\displaystyle S_{p}\cdot S_{q}=S_{p\cdot q}}.
Für die Matrixpotenz gilt
{\displaystyle S_{p}^{x}=S_{p^{x}}},
d. h. man kann als Parameter auch eine additive Größe verwenden.
Zum Beispiel könnte man {\displaystyle p=e} (Eulersche Zahl) setzen und
{\displaystyle T_{a}=S_{e^{a}}},
dann gilt
{\displaystyle T_{a}\cdot T_{b}=T_{a+b}} und
{\displaystyle T_{a}^{x}=T_{a\cdot x}}.